# Lista de prêmios e indicações recebidos por NX Zero
Este anexo lista os prémios e indicações recebidos por Nx Zero, banda brasileira de pop rock. Formada em 2001 mais só foi reconhecida em 2005 quando começou a tocar nas radios brasileiras. E conseguiu se garantir na midia em 2006 com o sucesso do single "Razões e Emoções" número 1 em todo Brasil que foi certificado com platina por mais de 250.000 mil dowlods legais, Com 4 álbuns e 16 singles lançados tem a incrível marca de 90 indicações e 34 prêmios ganhos sendo uma banda brasileira um pouco premiada, depois  Com 6 singles número no páis teu como sua principal música "Razões e Emoções" e a mais premiada "Cedo ou Tarde". Em 6 de setembro de 2011 no Prêmio Multishow de Música Brasileira Nx juntou-se a cantora Paula Fernandes e a banda teen Restart levando cada um duas estatuetas e sendo os melhores destaques da noite. Outros destaques foram o cantor Luan Santana, Ivete Sangalo e o grupo Exaltasamba.

## MTV Video Music Brasil
O Video Music Brasil (VMB) é uma premiação musical realizada pela MTV Brasil, com o intuito de premiar os melhores videoclipes nacionais e internacionais através da votação de sua audiência e de um júri especializado para categorias técnicas. Premio No qual o Nx Zero se dá muito bem tem 18 indicações e 6 prêmios tendo a 8° colocação entre os artistas que mais receberam este prêmio.
| Ano  | Prêmio             | Categoria                  | Resultado |
| ---- | ------------------ | -------------------------- | --------- |
| 2006 | Video Music Brasil | Escolha da Audiência       | Indicado  |
| 2006 | Video Music Brasil | Banda ou artista revelação | Indicado  |
| 2006 | Video Music Brasil | Artista do ano             | Venceu    |
| 2006 | Video Music Brasil | Hit do ano                 | Venceu    |
| 2008 | Video Music Brasil | Artista do ano             | Venceu    |
| 2008 | Video Music Brasil | Hit do ano                 | Venceu    |
| 2008 | Video Music Brasil | Clipe do ano               | Venceu    |
| 2009 | Video Music Brasil | Artista do ano             | Indicado  |
| 2009 | Video Music Brasil | Hit do ano                 | Venceu    |
| 2010 | Video Music Brasil | Show do Ano                | Venceu    |
| 2010 | Video Music Brasil | Artista do ano             | Indicado  |
| 2010 | Video Music Brasil | Clipe do ano               | Indicado  |
| 2010 | Video Music Brasil | Hit do ano                 | Indicado  |
| 2010 | Video Music Brasil | Rock                       | Indicado  |
| 2011 | Video Music Brasil | Artista do Ano             | Indicado  |
| 2011 | Video Music Brasil | Clipe do Ano               | Indicado  |
| 2011 | Video Music Brasil | Show do Ano                | Indicado  |
| 2011 | Video Music Brasil | Rock                       | Indicado  |

### Troféu Top 10 MTV
Top 10 MTV é um prêmio entegue anualmente pela "MTV Brasil" em 2010 concorreu a 3 categorias mas não venceu nenhuma.
| Ano  | Prêmio       | Categoria                   | Resultado |
| ---- | ------------ | --------------------------- | --------- |
| 2010 | "Top 10 MTV" | Melhor Banda                | Indicado  |
| 2010 | "Top 10 MTV" | Melhor Cantor da Atualidade | Indicado  |
| 2010 | "Top 10 MTV" | Melhor Música               | Indicado  |

hbdg.,

## Prêmio Multishow de Música Brasileira
Prêmio Multishow de Música Brasileira é um prêmio entregue anualmente pelo canal de TV Multishow. O Nx concorreu pela primeira vez em 2007 na categoria "Artista Revelação" onde saiu vencedor. De lá para cá Nx Zero já foi indicado 21 vezes e ganhou 8 estatuetas.
| Ano  | Prêmio                                | Categoria             | Resultado |
| ---- | ------------------------------------- | --------------------- | --------- |
| 2006 | Prêmio Multishow de Música Brasileira | Artista revelação     | Venceu    |
| 2008 | Prêmio Multishow de Música Brasileira | Melhor cantor         | Venceu    |
| 2008 | Prêmio Multishow de Música Brasileira | Melhor grupo          | Venceu    |
| 2009 | Prêmio Multishow de Música Brasileira | Melhor CD             | Venceu    |
| 2009 | Prêmio Multishow de Música Brasileira | Melhor grupo          | Indicado  |
| 2010 | Prêmio Multishow de Música Brasileira | Melhor Clipe          | Venceu    |
| 2010 | Prêmio Multishow de Música Brasileira | Melhor Grupo          | Indicado  |
| 2010 | Prêmio Multishow de Música Brasileira | Melhor Cantor         | Indicado  |
| 2010 | Prêmio Multishow de Música Brasileira | Melhor Show           | Indicado  |
| 2010 | Prêmio Multishow de Música Brasileira | Melhor DVD            | Indicado  |
| 2010 | Prêmio Multishow de Música Brasileira | Melhor CD             | Indicado  |
| 2010 | Prêmio Multishow de Música Brasileira | Melhor Música         | Indicado  |
| 2010 | Prêmio Multishow de Música Brasileira | Melhor Instrumentista | Indicado  |
| 2011 | Prêmio Multishow de Música Brasileira | Melhor Show           | Indicado  |
| 2011 | Prêmio Multishow de Música Brasileira | Melhor Música         | Venceu    |
| 2011 | Prêmio Multishow de Música Brasileira | Melhor Instrumentista | Indicado  |
| 2011 | Prêmio Multishow de Música Brasileira | Melhor Grupo          | Indicado  |
| 2011 | Prêmio Multishow de Música Brasileira | Melhor Clipe          | Indicado  |
| 2011 | Prêmio Multishow de Música Brasileira | Melhor CD             | Indicado  |
| 2011 | Prêmio Multishow de Música Brasileira | Melhor cantor         | Indicado  |
| 2012 | Prêmio Multishow de Música Brasileira | Melhor grupo          | Venceu    |

## Prêmio Globo de Melhores do Ano
Melhores do Ano é um prêmio entregue anualmente pelo programa de TV da Rede Globo Domingão do Faustão. O grupo Nx Zero concorreu a 4 estatuetas sendo 3 vezes indicados a "Melhor Grupo" e uma por "Hit Do Ano" e venceu todas.
| Ano  | Prêmio          | Categoria     | Resultado |
| ---- | --------------- | ------------- | --------- |
| 2007 | Melhores do Ano | Melhor Banda  | Venceu    |
| 2007 | Melhores do Ano | Música do Ano | Venceu    |
| 2008 | Melhores do Ano | Melhor Banda  | Venceu    |

## Troféu Imprensa
Troféu Imprensa & Troféu Internet é um prêmio entregue anualmente por Silvio Santos no canal de TV da SBT. Conta com um Jurí especializado e por votações na internet. Já concorreu 7 vezes na categoria "Melhor Conjunto Músical" e venceu três vezes.
| Ano  | Prêmio                            | Categoria               | Resultado |
| ---- | --------------------------------- | ----------------------- | --------- |
| 2008 | Troféu Imprensa & Troféu Internet | Melhor Conjunto Músical | Indicado  |
| 2008 | Troféu Imprensa & Troféu Internet | Melhor Conjunto Músical | Venceu    |
| 2009 | Troféu Imprensa & Troféu Internet | Melhor Conjunto Músical | Indicado  |
| 2009 | Troféu Imprensa & Troféu Internet | Melhor Conjunto Músical | Venceu    |
| 2010 | Troféu Imprensa & Troféu Internet | Melhor Conjunto Músical | Venceu    |
| 2011 | Troféu Imprensa & Troféu Internet | Melhor Conjunto Músical | Indicado  |
| 2012 | Troféu Imprensa & Troféu Internet | Melhor Conjunto Músical | Indicado  |

## Grammy Latino
Grammy Latino é o prêmio mais desejado da América Latina. O Nx concorreu duas vezes na categoria "Melhor Álbum de 'Rock' Brasileiro" uma em 2007 e a de 2009 onde foram o grande vencedor.
| Ano  | Prêmio        | Categoria                         | Resultado |
| ---- | ------------- | --------------------------------- | --------- |
| 2007 | Grammy Latino | Melhor Álbum de 'Rock' Brasileiro | Indicado  |
| 2009 | Grammy Latino | Melhor Álbum de 'Rock' Brasileiro | Venceu    |
| 2010 | Grammy Latino | Melhor Álbum de 'Rock' Brasileiro | Indicado  |

## Meus Prêmios Nick
Meus Prêmios Nick é o prêmio entregue anualmente pelo canal de TV Nickelodeon. Em 2010 recebeu 4 indicações e venceu uma, ainda em 2011 foram indicados em 3 categorias e foram vencedor da categoria "Banda Favorita"..Em 2012 foram indicados em 3 categorias e venceram duas. Ganharam a categoria "Banda Favorita" e  "Música do Ano"  pelo single Não é Normal.
| Ano  | Prêmio            | Categoria       | Resultado |
| ---- | ----------------- | --------------- | --------- |
| 2010 | Meus Prêmios Nick | Banda Favorita  | Venceu    |
| 2010 | Meus Prêmios Nick | Cantor do Ano   | Indicado  |
| 2010 | Meus Prêmios Nick | Música do Ano   | Indicado  |
| 2010 | Meus Prêmios Nick | Twitter do Ano  | Indicado  |
| 2011 | Meus Prêmios Nick | Banda Favorita  | Venceu    |
| 2011 | Meus Prêmios Nick | Cantor Favorito | Indicado  |
| 2011 | Meus Prêmios Nick | Música do Ano   | Indicado  |
| 2012 | Meus Prêmios Nick | Banda Favorita  | Venceu    |
| 2012 | Meus Prêmios Nick | Música do Ano   | Venceu    |
| 2012 | Meus Prêmios Nick | Cantor Favorito | Indicado  |

## Better Of Age Awards
Better Of Age Awards é um prêmio entregue anualmente pelo um dos sites mais especializados do Brasil. Em 2010 teve 4 indicações e venceu na categoria "Hit Do Ano".
| Ano  | Prêmio                 | Categoria    | Resultado |
| ---- | ---------------------- | ------------ | --------- |
| 2010 | "Better Of Age Awards" | Melhor Álbum | Indicado  |
| 2010 | "Better Of Age Awards" | Banda do ano | Indicado  |
| 2010 | "Better Of Age Awards" | Hit do ano   | Venceu    |
| 2010 | "Better Of Age Awards" | Clipe do ano | Indicado  |

## Capricho Awards
Capricho Awards um prêmio entregue anualmente pela revista Capricho que é especializada no público Teen. Em 2010 concorreu a 5 categoria mais levou apenas uma na categoria "Melhor Clipe". No ano de 2011 teve três indicações e venceu na categoria "Cantor Nacional".
| Ano  | Prêmio            | Categoria         | Resultado |
| ---- | ----------------- | ----------------- | --------- |
| 2010 | "Capricho Awards" | Cantor Nacional   | Indicado  |
| 2010 | "Capricho Awards" | Banda Nacional    | Indicado  |
| 2010 | "Capricho Awards" | Música Nacional   | Indicado  |
| 2010 | "Capricho Awards" | Melhor Capa da CH | Indicado  |
| 2010 | "Capricho Awards" | Melhor Clipe      | Venceu    |
| 2011 | "Capricho Awards" | Cantor Nacional   | Venceu    |
| 2011 | "Capricho Awards" | Banda Nacional    | Indicado  |
| 2011 | "Capricho Awards" | Música Nacional   | Indicado  |
| 2012 | "Capricho Awards" | Banda Nacional    | Indicado  |

## Prêmio Top 100 Brazil
Top 100 Brazil é um prêmio entregue por um popular Blog brasileiro. Este prêmio é o que a banda mais foi indicada com 25 indicações e mais foi premiada com 12 estatuetas.
| Ano  | Prêmio           | Categoria                           | Resultado |
| ---- | ---------------- | ----------------------------------- | --------- |
| 2008 | "Tot 100 Brazil" | Clipe Nacional do ano               | Venceu    |
| 2008 | "Tot 100 Brazil" | Direção Nacional - Cedo ou Tarde    | Venceu    |
| 2008 | "Tot 100 Brazil" | Álbum Nacional do Ano               | Venceu    |
| 2008 | "Tot 100 Brazil" | Artista Nacional do Ano             | Indicado  |
| 2008 | "Tot 100 Brazil" | Clipe Pop Nacional                  | Indicado  |
| 2009 | "Tot 100 Brazil" | Videoclipe Nacional do Ano          | Indicado  |
| 2009 | "Tot 100 Brazil" | Direção Nacional - Cartas Pra Você  | Indicado  |
| 2010 | "Tot 100 Brazil" | Clipe do ano                        | Venceu    |
| 2010 | "Tot 100 Brazil" | Melhor Clipe de Grupo               | Venceu    |
| 2010 | "Tot 100 Brazil" | Música do ano                       | Indicado  |
| 2010 | "Tot 100 Brazil" | Disco do Ano                        | Indicado  |
| 2010 | "Tot 100 Brazil" | Melhor Clipe de Rock                | Indicado  |
| 2010 | "Tot 100 Brazil" | Direção do Ano - Gee Rocha          | Indicado  |
| 2011 | "Tot 100 Brazil" | Artista do Ano                      | Indicado  |
| 2011 | "Tot 100 Brazil" | Clipe Nacional do Ano               | Venceu    |
| 2011 | "Tot 100 Brazil" | Música do Ano                       | Venceu    |
| 2011 | "Tot 100 Brazil" | Melhor Clipe Masculino - Di Ferrero | Venceu    |
| 2011 | "Tot 100 Brazil" | Melhor Clipe de Grupo               | Venceu    |
| 2011 | "Tot 100 Brazil" | Melhor Diretor - Gee Rocha          | Venceu    |
| 2011 | "Tot 100 Brazil" | Melhor Álbum Nacional               | Venceu    |
| 2011 | "Tot 100 Brazil" | Melhor Clipe de Rock                | Venceu    |

## Nickelodeon Kids Choice Awards
Nickelodeon Kids Choice Awards é uma premiação do cinema, televisão, e música americana. Criado em 1988 pelo canal de tv a cabo Nickelodeon. Em 2012 a banda concorreu a categoria  "Melhor Artista Brasileiro", porém quem ganhou  foi a banda Restart. Em  2013, o Nx foi indicado  novamente, desta vez o seu principal vocalista  Di Ferrero concorreu a categoria "Voz Favorita Brasil".
| Ano  | Prêmio              | Categoria                          | Resultado |
| ---- | ------------------- | ---------------------------------- | --------- |
| 2012 | "Kids Choice Awards | Artista Brasileiro Favorito        | Indicado  |
| 2013 | "Kids Choice Awards | Voz Favorita do Brasil- Di Ferrero | Indicado  |